# 1931 a jogalkotásban
1931-ben az alábbi jogszabályokat alkották meg:

## Magyarország

### Törvények
- 1931. évi I. törvénycikk A fertőző betegségek elleni védekezés tárgyában 1928. évi február hó 22-én Belgrádban kelt magyar-szerb-horvát-szlovén egyezmény becikkelyezéséről
- 1931. évi II. törvénycikk Egyes mezőgazdasági termények és termékek, valamint állatok és állati termékek állami ellenőrzőjeggyel ellátásáról
- 1931. évi III. törvénycikk A honvédség, vámőrség, folyamőrség és csendőrség kötelékében szolgálatot teljesített legénységi állományú egyéneknek a köz- és magánszolgálatban alkalmazásáról
- 1931. évi IV. törvénycikk  A tengeri hajók tulajdonosainak felelősségére vonatkozólag az 1924. évi augusztus hó 25. napján Brüsszelben kelt egyezmény becikkelyezése tárgyában
- 1931. évi V. törvénycikk A törvényes elsőbbségekre és tengeri jelzálogokra vonatkozólag az 1926. évi április hó 10. napján Brüsszelben kelt egyezmény becikkelyezése tárgyában
- 1931. évi VI. törvénycikk A hajóselismervényekre vonatkozólag az 1924. évi augusztus hó 25. napján Brüsszelben kelt egyezmény becikkelyezése tárgyában
- 1931. évi VII. törvénycikk Az 1926. évben, Genfben tartott Nemzetközi Munkaügyi Egyetemes Értekezlet által a kivándorlók hajókon történő felügyeletének egyszerűsítése tárgyában tervezet alakjában elfogadott nemzetközi egyezmény becikkelyezéséről
- 1931. évi VIII. törvénycikk A földteherrendezés előmozdítására szükséges intézkedésekről
- 1931. évi IX. törvénycikk A betegek kölcsönös ellátása tárgyában 1919. évi február hó 5-én Szófiában kelt magyar-bulgár egyezmény becikkelyezéséről
- 1931. évi X. törvénycikk A Görögországgal Athénben 1930. évi május hó 5. napján kötött békéltető eljárási és választott bírósági szerződés becikkelyezéséről
- 1931. évi XI. törvénycikk A trianoni szerződésből folyó kötelezettségekre vonatkozó egyezmények becikkelyezéséről
- 1931. évi XII. törvénycikk A Rigában 1930. évi augusztus hó 13. napján kelt magyar-lett békéltető eljárási és választott bírósági szerződés becikkelyezéséről
- 1931. évi XIII. törvénycikk Az 1931/32. évi állami költségvetésről
- 1931. évi XIV. törvénycikk Az egyes külállamokkal való kereskedelmi és forgalmi viszonyaink rendezéséről szóló 1930. évi XLVI. tc. módosításáról és kiegészítéséről
- 1931. évi XV. törvénycikk Az állami szabályozás alá nem eső vízfolyások kártételeinek elhárítását célzó munkálatok állami támogatásáról
- 1931. évi XVI. törvénycikk A villamos energia fejlesztéséről, vezetéséről és szolgáltatásáról
- 1931. évi XVII. törvénycikk A kizárólag az értékpapírpiac helyesebb szabályozása céljából a Pénzintézeti Központi közbejöttével alakult részvénytársaságnak adható adó- és illetékkedvezményekről
- 1931. évi XVIII. törvénycikk A házadó alá eső ingatlanok illetékkiszabási alapul vehető törvényszerű legkisebb értékének leszállításáról
- 1931. évi XIX. törvénycikk A cukorrépatermeléssel és a cukorgyártással kapcsolatos egyes kérdések szabályozásáról
- 1931. évi XX. törvénycikk A gazdasági versenyt szabályozó megállapodásokról
- 1931. évi XXI. törvénycikk Az iparfejlesztésről
- 1931. évi XXII. törvénycikk Magyarország Magánjogi Törvénykönyvének törvényhozási tárgyalásáról
- 1931. évi XXIII. törvénycikk A Budapesten 1930. évi június hó 30-án kelt magyar-osztrák vasúti forgalmi államszerződés becikkelyezéséről
- 1931. évi XXIV. törvénycikk Az irodalmi és a művészeti művek védelméről szóló római nemzetközi egyezmény becikkelyezése tárgyában
- 1931. évi XXV. törvénycikk A Görögországgal 1930. évi június hó 3-án Athénben aláírt Kereskedelmi Egyezmény becikkelyezéséről
- 1931. évi XXVI. törvénycikk A gazdasági és hitelélet rendjének, továbbá az államháztartás egyensúlyának biztosításáról
- 1931. évi XXVII. törvénycikk A Lengyel Köztársasággal 1928. évi május hó 12-én kötött adóügyi egyezmények becikkelyezéséről
- 1931. évi XXVIII. törvénycikk A Lengyel Köztársasággal 1925. évi március hó 26-án kötött és az 1925. évi XXVII. törvénycikkbe iktatott kereskedelmi egyezmény kiegészítésekép 1928 évi december hó 1-én aláírt Pótjegyzőkönyv becikkelyezéséről
- 1931. évi XXIX. törvénycikk A Bécsben 1931. évi január hó 26. napján kelt magyar-osztrák barátsági, békéltető eljárási és választott bírósági szerződés becikkelyezéséről
- 1931. évi XXX. törvénycikk A Lengyel Köztársasággal 1925. évi március hó 26-án kötött és az 1925. évi XXVII. törvénycikkbe iktatott kereskedelmi egyezmény kiegészítésekép 1930. évi március hó 27-én aláírt Második Pótjegyzőkönyv becikkelyezéséről
- 1931. évi XXXI. törvénycikk Az irodalmi és a művészeti tulajdon tárgyában Montevideóban 1889. évi január hó 11. napján kelt nemzetközi szerződés becikkelyezéséről
- 1931. évi XXXII. törvénycikk A külföldi fizetési eszközök és követelések bejelentéséről, valamint a kivitt vagyontárgyak ellenértékének beszolgáltatását biztosító kötbérről
- 1931. évi XXXIII. törvénycikk Az ország Szent Koronája egyik őrének megválasztásáról
- 1931. évi XXXIV. törvénycikk Az építkezések előmozdítását célzó egyes intézkedésekről és az Országos Lakásépítési Hitelszövetkezetről szóló 1930:XLI. tc. kiegészítése tárgyában
- 1931. évi XXXV. törvénycikk A földbirtokrendezés befejezésével kapcsolatos tennivalók ellátásáról